# Ферндейл (Меріленд)
Ферндейл (англ. Ferndale) — переписна місцевість (CDP) в США, в окрузі Енн-Арундел штату Меріленд. Населення — 17 091 особа (2020).

## Географія
Ферндейл розташований за координатами 39°11′13″ пн. ш. 76°37′59″ зх. д. / 39.18694° пн. ш. 76.63306° зх. д. (39.186996, -76.633014).  За даними Бюро перепису населення США в 2010 році переписна місцевість мала площу 10,30 км², уся площа — суходіл.

## Демографія
Згідно з переписом 2010 року, у переписній місцевості мешкало 16 746 осіб у 6303 домогосподарствах у складі 4272 родин. Густота населення становила 1626 осіб/км².  Було 6625 помешкань (643/км²).
Расовий склад населення:
| - 70,6 % — білих - 18,1 % — чорних або афроамериканців - 3,8 % — азіатів - 0,4 % — корінних американців - 0,1 % — вихідців з тихоокеанських островів - 3,9 % — осіб інших рас |

До двох чи більше рас належало 3,2 %. Частка іспаномовних становила 8,1 % від усіх жителів.
За віковим діапазоном населення розподілялося таким чином: 23,4 % — особи молодші 18 років, 64,3 % — особи у віці 18—64 років, 12,3 % — особи у віці 65 років та старші. Медіана віку мешканця становила 35,7 року. На 100 осіб жіночої статі у переписній місцевості припадало 96,9 чоловіків;  на 100 жінок у віці від 18 років та старших — 93,0 чоловіків також старших 18 років.
Середній дохід на одне домашнє господарство  становив 74 671 долар США (медіана — 63 958), а середній дохід на одну сім'ю — 79 203 долари (медіана — 65 500). Медіана доходів становила 46 358 доларів для чоловіків та 41 724 долари для жінок. За межею бідності перебувало 8,1 % осіб, у тому числі 8,2 % дітей у віці до 18 років та 12,1 % осіб у віці 65 років та старших.
Цивільне працевлаштоване населення становило 9599 осіб. Основні галузі зайнятості: роздрібна торгівля — 15,7 %, освіта, охорона здоров'я та соціальна допомога — 13,9 %, науковці, спеціалісти, менеджери — 13,7 %.